# 津田久
津田久（つだ ひさし、1904年7月30日 - 2002年6月9日）は、日本の実業家。第二代住友商事社長。住友家評議員会委員長、住友老壮会会長。

## 来歴・人物
三重県出身。東京目白中学、一高を経て、1928年東京帝国大学法学部卒業。同年住友合資会社（住友本社の前身）に入社。財閥解体後の1946年、日本建設産業（現住友商事）総務部長に転じ、財閥解体で宙に浮く本社社員や軍隊や海外から復員してくる社員の雇用確保のため、商事進出を提唱。
1947年常務、1953年専務を経て、1956年社長に就任。初代社長田路舜哉の拡大路線を継承し大陸棚の海洋資源開発や住宅関連など他社に先駆けて新規分野の進出。大手総合商社への発展の礎を築いた。1970年会長、1977年取締役相談役、1982年相談役名誉会長、1999年名誉会長に退いた。2002年死去。

## 栄典
- 勲二等旭日重光章 - 1974年